# Turn- und Sportverein Germania Windeck
Il TSV Germania Windeck è una società calcistica tedesca con sede a Windeck, nel distretto di Dattenfeld, nella Renania Settentrionale-Vestfalia. Si è formata nel giugno 2009 dalla fusione tra FC Germania Dattenfeld, 1. Windeck FC e Dreisel TSV. Oltre alla divisione calcistica la società ha anche divisioni per judo, tennis, ginnastica e pallavolo.

## Storia
L'FC Germania Dattenfeld fu fondata nel 1910. Nel 1999 fu promossa in Mittelrhein Landesliga (VI). Nel 2001, vincendo il titolo della Mittelrhein Landesliga fu promossa in Verbandsliga Mittelrhein (V). Negli anni successivi la squadra ha fornito ottime prestazioni terminando sempre nella metà superiore della classifica fino a vincere il titolo nel 2007, venendo così promossa in Nordrhein Oberliga (IV). Una così rapida salità di un club che solo pochi anni prima militava in Bezirksliga fu dovuta principalmente al presidente Heinz Georg Willmeroth e al suo amico, nonché sponsor principale del club, Franz-Josef Wernze. 
Le altre due squadre che hanno poi formato il TSV Germania Windeck, l'1. Windeck FC e il TSV Dreisel furono fondati entrambi nel 1919 e hanno sempre militato nei livelli più bassi del Campionato di calcio tedesco.

## Palmarès
- Landesliga Mittelrhein/Staffel I (VI) campione: 2001
- Verbandsliga Mittelrhein (V) campione: 2007

## Stadio
Il club gioca le sue partite casalinghe nel Dattenfelder Germania Sports Park, che ha può contenere 1000 persone.
Nell'agosto 2007 il club ha fatto notizia quando, nel terzo match della stagione, il portiere della squadra ospite, lo Straelen, notò che la traversa era troppo bassa. Una misurazione stabilì che la traversa era più bassa di circa quindici centimetri rispetto ai 2,44 m richiesti. Lo Straelen presentò ricorso e la partita fu ripetuta.